# Charles Dugua

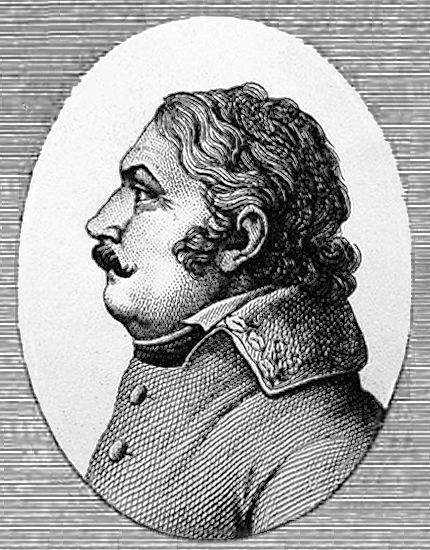
Retrato do general Charles François Joseph Dugua

Charles François Joseph Dugua (1740, em Toulouse ou, 1774, em Valenciennes – 16 de outubro de 1802 em Crête-à-Pierrot), foi um general da Revolução Francesa, presente na Campanha Francesa no Egito e na Síria. Seu é um dos nomes inscritos sob o Arco do Triunfo.

## Carreira militar

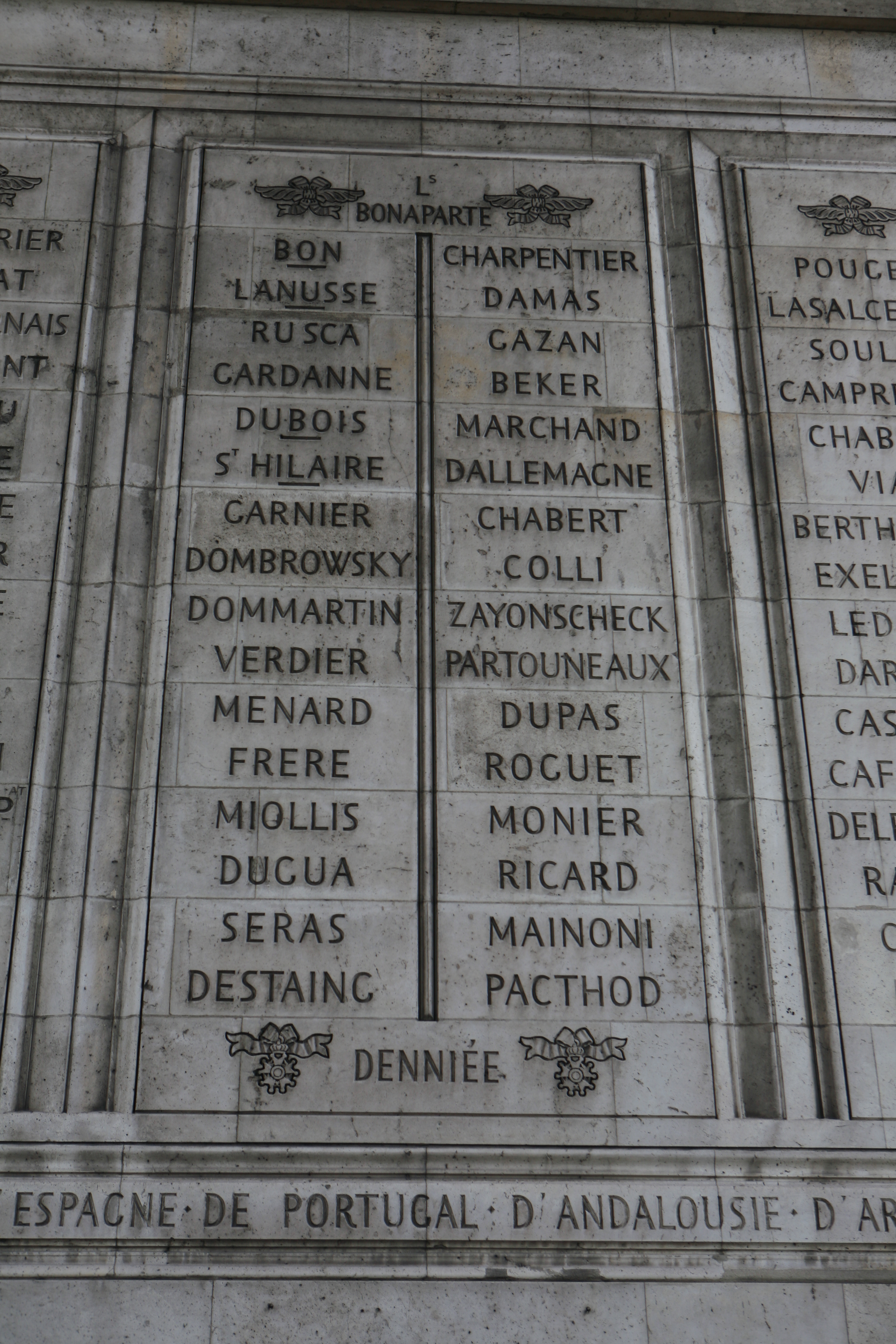
O nome de Dugua no Arco do Triunfo

Distinguiu-se na Batalha das Pirâmides, onde comandou a divisão de reserva, e decidiu, por sua audácia e intrepidez, a derrota dos mamelucos (no entanto, lemos na biografia do general Lannes que a divisão Dugua não interveio na Batalha das Pirâmides). Antes de sua partida para a Síria, Bonaparte confiou-lhe o comando do Cairo. Dugua conseguiu, com seus arranjos, abafar os fermentos de revolta que se manifestavam nas províncias vizinhas, frustrar as tentativas dos ingleses e manter constantemente a calma entre as populações sujeitas à sua autoridade. Dugua estava no comando da quinta divisão de Napoleão na Campanha do Egito, substituindo o general ferido Kléber. Ele foi enviado por Napoleão para El Rahmaniya (Rahmanié) com Joachim Murat, parando em Rosetta no caminho. Mais tarde, durante a revolta no Cairo, Dugua foi responsável pela execução e decapitação de mais de 3 000 egípcios.
Ele morreu durante a Batalha de Crête-à-Pierrot, que foi uma grande batalha da Revolução Haitiana.